# مامي بينيتا ساني
مامي بينيتا ساني (بالفرنسية: Mame Bineta Sané)‏ (مواليد 2000، داكار)، هي مُمثلة سنغالية. أدت مامي سنة 2019 دور «آدا» في فيلم الدراما الرومانسية أتلانتيكس.

## أفلامها
| السنة | الفيلم    | الدور | النوع          | مراجع |
| ----- | --------- | ----- | -------------- | ----- |
| 2019  | أتلانتيكس | آدا   | دراما رومانسية | [ 2 ] |

## روابط خارجية
مامي بينيتا ساني على موقع IMDb (الإنجليزية)
- مامي بينيتا ساني على موقع ألو سيني (الفرنسية)
- مامي بينيتا ساني على موقع قاعدة بيانات الفيلم (الإنجليزية)